# Кнорр (кратер)
Кнорр (англ. Knarr) — небольшой марсианский ударный кратер, расположенный на плато Меридиана. Координаты кратера — 1°59′41″ ю. ш. 5°30′45″ з. д. / 1,9948306° ю. ш. 5,5125083° з. д.. Кратер посетил марсоход «Оппортьюнити» 28 марта 2005 года (418 сол). Диаметр кратера составляет порядка 7 метров. Вокруг и внутри кратера присутствуют горные породы, которые были выброшены при ударе. Кратер находится в 72 м севернее от кратера Викинг, в 173 м севернее кратера Вояджер, и в 1,2 км от крупного (относительно близлежащих кратеров) кратера Эребус. На севере, в 781 м от него находится небольшой кратер Джеймс Кэрд, который также посетил марсоход. Исследования кратера ограничились его визуальным осмотром (научной ценности не представлял). Назван в честь судна викингов Кнорр.

Кратер Кнорр, снятый с борта марсохода «Оппортьюнити».